# Eucinetus nutellus
Eucinetus nutellus is een keversoort uit de familie buitelkevers (Eucinetidae). De wetenschappelijke naam van de soort werd in 1983 gepubliceerd door Stanislav Vit.